# 복성고조
복성고조(福星高照)는 홍콩에서 제작된 홍금보 감독의 1985년 액션, 코미디 영화이다. 주연은 홍금보, 성룡, 호혜중, 오요한, 원표이며, 하관창 등이 제작에 참여하였다.

## 배역
- 성룡
- 원표
- 홍금보
- 오요한
- 풍쉬범
- 증지위
- 진상림
- 호혜중
- 전준
- 태산
- 산괴
- 장충
- 전가락
- 원화
- 여강권
- 주윤견
- 윤발
- 적위
- 임정영
- 조사리

## 한국어 더빙 성우진(KBS, 1996년 1월 1일)
- 장세준 - 악바리 (성룡)
- 김승준 - 위키 (원표)
- 문관일 - 양배추 (홍금보)
- 정미숙 - 여왕봉 (호혜중)
- 탁원제
- 이근욱
- 설영범
- 송연희
- 유동현
- 김소형
- 성완경